# Чотири дні Неаполя
Чотири дні Неаполя (італ. Quattro giornate di Napoli) — повстання італійських патріотів Руху опору проти нацистських військ та їх прибічників в італійському місті Неаполь наприкінці вересня 1943 року під час Другої світової війни. Німецькі війська були змушені відступити з міста під тиском повстанців ще до появи передових частин союзників 1 жовтня 1943 року. За мужність та відвагу місто Неаполь було удостоєне "Золотої медалі «За військову доблесть».

## Історія
Визвольне повстання населення Неаполя проти німецьких окупантів та італійських колаборантів, найбільш яскравий епізод Руху Опору на Півдні Італії, спалахнуло стихійно, в момент, коли англо-американські війська наближалися до міста, а гарнізон Вермахту готувався до відступу. У повстанні брали участь найрізноманітніші верстви населення: колишні військові, робітники, службовці, студенти. Ввечері 27 вересня сталися перші напади на гітлерівців, які намагалися викрасти 8 000 чоловік італійської молоді до Північної Італії та розграбувати місто. Наступного дня у всіх кварталах міста почалося народне повстання. Німецьке командування на чолі з начальником гарнізону Вальтером Шелл було змушене кинути проти практично неозброєних італійців у бій танки і бронемашини. До кінця дня на вулицях почали з'являтися першими барикади.
29 вересня повстання досягло найбільшого розмаху. У місті йшли запеклі барикадні бої. У багатьох кварталах стали створюватися партизанські підрозділи, й бойові дії почали набувати більш організованого характеру. Патріоти атакували стадіон, на якому містилися заручники: німецьке командування було змушене вступити з патріотами в переговори і звільнити заручників.
30 вересня німці вивели з міста свої основні сили і почали артилерійський обстріл деяких кварталів Неаполя. Тривали бої між населенням і німецькими саперами, які намагалися здійснити руйнування в місті і порту. Гітлерівці зруйнували і спалили ряд пам'ятників італійської культури, зокрема вони спалили історичний архів Неаполя (найголовніший джерело для вивчення історії Південної Італії). На північних околицях міста атаки патріотів на німецькі ар'єргарди, що відходили з Неаполя, переходили в рукопашні сутички.
О 9:30 1 жовтня до Неаполя прорвалися передові підрозділи союзників і місто почало святкувати своє визволення.
Повстання в Неаполі було першим в історії Руху Опору в Італії масовим виступом населення. Воно відрізнялося широким розмахом і високим героїзмом.